# Prosto z lasu
Prosto z lasu – cykl filmów dokumentalnych prezentujących lasy, puszcze, rezerwaty, parki narodowe i krajobrazowe oraz problemy związane z ich ochroną i zagospodarowaniem. Program emitowany był w ośrodkach regionalnych TVP (z wyjątkiem TVP3 Warszawa i TVP3 Katowice) oraz w TVP Historia.